# Delia micans
Delia micans är en tvåvingeart som beskrevs av Griffiths 1991. Delia micans ingår i släktet Delia och familjen blomsterflugor.
Artens utbredningsområde är Kalifornien. Inga underarter finns listade i Catalogue of Life.